# Edward Kupczyński
Edward Kupczyński (ur. 2 lipca 1929 we Lwowie, zm. 18 lipca 2025 w Gdańsku) – polski żużlowiec, występujący również na lodzie, i trener sportu żużlowego.

## Życiorys
Urodził się jako syn żołnierza 14 Pułku Ułanów Jazłowieckich. W latach 1950–1971 startował w rozgrywkach o Drużynowe Mistrzostwo Polski, reprezentując kluby: Związkowiec Warszawa (1950), Spójnia (Sparta, Ślęza) Wrocław (1951–1958), Polonia Bydgoszcz (1960–1966) oraz Gwardia Łódź (1967–1971). Był czterokrotnie srebrnym (1954, 1956, 1957, 1958) oraz pięciokrotnie brązowym (1953, 1955, 1960, 1961, 1964) medalistą DMP.
Pomiędzy 1951 a 1960 r. dziewięciokrotnie uczestniczył w finałach Indywidualnych Mistrzostw Polski, zdobywając 5 medali: złoty (Wrocław 1952), dwa srebrne (cykl turniejów 1956, Rybnik 1958) oraz dwa brązowe (cykl turniejów 1954, Rybnik 1957). Inne indywidualne sukcesy odniósł m.in. w Criterium Asów w Bydgoszczy (I m. – 1954, II m. – 1953), Memoriałach Alfreda Smoczyka w Lesznie (I m. – 1955, III m. – 1956, 1958) oraz Memoriałach im. Zbigniewa Raniszewskiego w Bydgoszczy (I m. – 1960, II m. 1963, III m. – 1962).
W latach 1956–1958 trzykrotnie reprezentował Polskę w eliminacjach Indywidualnych Mistrzostw Świata, dwukrotnie awansując do finałów europejskich (Oslo 1956 – VIII m. oraz Warszawa 1958 – XIII m.).
Po zakończeniu czynnej kariery sportowej pracował jako trener m.in. w Polonii Bydgoszcz, Wybrzeżu Gdańsk oraz Gwardii Łódź.